# Elezioni generali a Saint Vincent e Grenadine del 2020
Le elezioni generali a Saint Vincent e Grenadine del 2020 si sono tenute il 5 novembre per il rinnovo della Camera dell'assemblea. In seguito all'esito elettorale, Ralph Gonsalves, esponente dello Unity Labour Party, è stato confermato Primo ministro.

## Risultati
| Liste                | Voti   | %     | Seggi |
| -------------------- | ------ | ----- | ----- |
| New Democratic Party | 32 899 | 50,33 | 6     |
| Unity Labour Party   | 32 415 | 49,59 | 9     |
| Partito Verde        | 33     | 0,05  | –     |
| Indipendenti         | 16     | 0,02  | –     |
| Totale               | 65 363 | 100   | 15    |